# Дънкова революция
Дънковата революция (на беларуски: Джынсавая рэвалюцыя; на руски: Джинсовая революция) е термин, използван от демократичната опозиция в Беларус и техните западни поддръжници през 2006 г.
С него описват своите усилия за демократични промени в Беларус по време на президентските избори през същата година. По-късно събитието е наречено още Метличина революция (васильковая рэвалюцыя в руските медии) и Деним революция. И двете названия се отнасят до синия цвят, като правят паралел с други цветни революции. За разлика от тях тази не довежда до радикални промени в беларуската политика и общество.

## История
Основният символ на политическата опозиция е бяло-червено-бяло знаме. Това е официалният флаг на Беларус по време на спорния референдум през 1995 г. (след това е сменен).
На 16 септември 1999 г. популярният опозиционен лидер Виктор Гончар изчезва (има съмнения, че е политическо отвличане). Настоящият глава на СОБР (Специален отряд за бързо реагиране към Министерство на вътрешните работи на Русия, Дмитрий Павличенко, е заподозрян от Съвета на Европа, че е свързан с изчезването на Гончар.
На 16 септември 2005 г. се провежда публична демонстрация срещу политиката на Александър Лукашенко. Беларуската полиция конфискува бяло-червено-белите знамена, използвани от опозицията и забранени в страната. Тогава активист от младежкото движение „Зубр“, Микита Сасим (на беларуски: Мiкiта Сасiм, на руски: Никита Сасим), вдига ризата си от деним (общо наричана „дънкова риза“) и обявява, че това ще е флагът им, вместо конфискуваното знаме.
Смята се, че това спонтанно действие има символично значение. В бившия СССР дънките са били символ на западната култура и след този случай денимът незабавно е приет от беларуската опозиция като символ на протеста срещу съветско-подобната политика на Лукашенко. Дънките са приети и като знак, че беларусите „не са изолирани“ (от Запада). Впоследствие „Зубр“ предлагат да се носят дънки на 16-ия ден от всеки месец в памет на съмнителни изчезвания в Беларус.
След тази демонстрация е въведен терминът „Дънкова революция“.

## Избори и революция
Наименованието „Дънкова революция“ привлича световното внимание във връзка с демонстрациите, проведени в Минск, столицата на Беларус, през 2006 г. Манифестациите оспорват резултатите от президентските избори и обвиняват Александър Лукашенко в корупция и манипулация на вота. Вярва се, че до 40 000 протестиращи са се събрали на площад „Октомври“ на 19 март 2006 г.
Със затварянето на урните късно в неделя на 19 март започва протестът срещу резултатите от изборите. Повече от 10 000 души се събират на площада.
От този момент нататък присъстват все по-малко хора – 5000 в понеделник (20 март), 3000 до 4000 във вторник (21 март). Към 23 март само около 200 протестиращи, предимно млади, остават около палатковия лагер на опозицията, издигнат на площад „Октомври“ в Минск.
На 24 март властите изпращат полицията, за да махне импровизирания палатков лагер от площада и да разпръсне демонстрантите и опозицията. Държавната телевизия цитира полицейски доклад, като подчертава, че няма нито пострадали по време на операцията. Забелязва се сравнително внимателното отношение към демонстрантите. Според някои наблюдатели това може да означава, че президентът се опитва да реагира по-деликатно заради западното мнение.
Президент Александър Лукашенко по-рано обявява, че събитията, станали по време на Оранжевата революция, Революцията на розите и Революцията на лалетата, няма да се случат в Беларус. Той посочва, че „няма да бъде използвана сила“, за да си гарантира президентския пост. Беларуските власти се заричат да смажат размириците в случай, че има мащабни протести след изборите. Независимо от очакванията на правителството митингът след изборите е най-големият, който опозицията успява да събере от години. Според оценки на репортери от Асошиейтед Прес най-малко 10 000 души са присъствали на манифестацията.
На 20 март Александър Милинкевич казва пред 7000 привърженици (по-малко от събралите се в неделя), че им предстои да изминат дълъг път, преди да постигнат целите си: „Ние, свободните хората от Беларус, никога няма да признаем изборите. Те се страхуват от нас. Тяхната сила е основана на лъжи.“ Въпреки това Лукашенко подновява обвиненията, според които опонентите му са планирани прозападните бунтове като тези в бившите съветски републики Украйна и Грузия. „Позволете ми да кажа, че революцията, за която толкова много хора говориха и някои подготвяха, се провали и нямаше как да бъде по друг начин“, заявява той по време на пресконференция за победата си.
На 25 март 45 000 хиляди протестиращи в Беларус се срещат с полицията, но до конфликт помежду им не се стига. Причината за това е, че полицията чака жандармерията, а тя не се намесва. Но придвижвайки се напред, протестиращите се сблъскват с жандармерията и в крайна сметка са отблъснати. Жандармерията арестува повече от 100 души, заедно с Александър Козулин, поддръжник на протестите и кандидат срещу Лукашенко. Козулин твърди, че е нападнат от полицията по време на арестуването си. На 14 юли 2006 г. е осъден на 5,5 години лишаване от свобода за действията си по време на революцията.
На 25 март Милинкевич заявява, че се надява протестите да спрат за 1 мес., вероятно разчитайки, че ще може да сформира опозиция и да уталожи напрежението.
Беларуският режисьор Юрий Хащеватски документира опозиционното движение и в частност следизборните протести, в своя филм „Калиновски площад“.